# Abdellah ag Alhousseini
Abdallah ag Alhousseini, dit Abdallah, dit « Catastrophe » est un des membres du groupe de blues touareg, Tinariwen. Abdallah est la principale figure intellectuelle de ce courant culturel et musical.

## Biographie
Abdellah ag Alhousseini est né en 1968 dans l'Adrar des Iforas, dans un campement au sud-est de Kidal, dans le cercle de Tamesna. En 1982, il entend pour la première fois sur cassette la musique d'Ibrahim ag Alhabib, d'Intayaden et de Alhassan, les membres fondateurs du groupe Taghreft Tinariwen. Ces chants l'interpellent. En 1983, il part voir sa grande sœur à Tamanrasset en Algérie. Il voit alors Ibrahim et Alhassan en concert. De là, l'envie d'apprendre à jouer de la guitare devient très forte.
En 1986, il part en 4x4 pour la Libye à Benghazi pour trouver du travail et retrouve par hasard Ibrahim. Il y reste une année puis rentre à Tamanrasset. Il n'y reste que deux semaines. Il repart en Libye décidé à rejoindre les camps d'entraînement de Kadafi et à prendre part à la rébellion. Il y retrouve l'ensemble du groupe qui s'est formé entre-temps et qui se compose désormais de Ibrahim dit « Abraybone », Mohamed dit « Japonais », Alhassan dit « Abin-Abin », Inteyeden et Kedhou ag Ossad dit « Khiwaj ».
En 1988, son entrainement prend fin et il quitte le camp pour chercher du travail. En 1990, il rentre au Mali avec l'ensemble du groupe. Lorsqu'en juin la rébellion touarègue éclate au Mali, ils prennent les armes et leurs guitares et partent dans les montagnes jusqu'en 1991, quand sont signés les premiers accords de Tamanrasset le 6 janvier. 
La même année, ils sont invités à Abidjan pour enregistrer un album. Abdallah part en compagnie de Khedou et Alhassan. Après l'enregistrement, il retourne à Tamanrasset, mais continue à vivre entre la ville et la montagne, car la paix n'est pas respectée : les accords ne satisfont pas certains groupes et la lutte contre l'armée du Mali continue jusqu'en 1996.
Avec le retour de la paix, Abdellah ag Alhousseini décide de vivre de la musique, plutôt que d'intégrer l'armée. En 1999, Tinariwen est invité par le groupe Lo'jo à venir jouer en France au festival Toucouleur. Abdallah fait le déplacement avec Alhassan et Khedou. C'est grâce à cette rencontre avec Lo'jo et leur manager Philippe Brix que le groupe entre dans le processus de création de leur premier album international, The Radio Tisdas Sessions, paru en 2001.
Spontané et ouvert, Abdallah est devenu le porte-parole du groupe. Sur scène, il n'hésite pas à s'adresser au public et à plaisanter de son surnom de « Catastrophe ».

## Ses principales compositions
- Arawan. En 2003, alors que le groupe travaille sur son second opus, Amassakoul, Abdallah, ayant observé l'engouement des jeunes touaregs pour la musique rap, écrit Arawan une fusion de rap et de blues touareg qui s'adresse à la jeunesse. Avec son couplet en français et sa forme originale, il a contribué, au même titre qu' Amassakoul n' Tenere à susciter un intérêt grandissant de la part du public occidental.
- Chet Boghassa est l'un des morceaux les plus marquants de l'album. Écrit pendant la rébellion, il est une pensée aux filles du village de Boghassa dans le désert, alors occupé par l'armée.
- Mano Dayak est un hommage à Mano Dayak, l'un des grands leaders touaregs du Niger disparu en 1995 dans un accident d'hélicoptère.
- Toumast veut dire en tamasheq, la nation, l'identité du peuple touareg. Ce morceau a été composé en 1994, à un moment où le mouvement rebelle était fortement divisé. Face à cela, Abdallah appelle à l'unité et au rassemblement.
- Assawt 'n chet tamachek, qui signifie la voix des femmes touarègues